# 是但求其爱
《是但求其爱》是香港歌手陈奕迅于2020年11月20日推出的粤语单曲，也是其2020年第二首派台歌。由小克填词，林家谦作曲与编曲，陈奕迅与林家谦共同监制。

## 简介
这首歌的MV由麦曦茵执导，由新晋演员谈善言、陈汉娜、卢振业与黄溢濠担任主角。这首歌曲主要内容为主角谈了半生恋爱，却没有明白恋爱的真谛，这时他与另一位女性相遇。
在该曲发行之后，网民有不同的解读，有人认为歌名将粤语的神髓发挥完美。

## 獎項
2021年8月25日，歌曲《是但求其愛》入選無綫電視「2021勁歌金曲優秀作品第一回」。

## 创作名单
以下内容整合自官方影片：
- 演唱：陈奕迅
- 作曲：林家謙
- 填词：小克
- 編曲：林家謙
- 監製：陳奕迅、林家謙
- 鋼琴：林家謙
- 和聲：陳奕迅
- 和聲編寫：林家謙
- 長號編寫：林家謙
- 長號：徐紹輝（Tony Tsui）
- 弦樂編寫：林家謙
- 弦樂：國際首席愛樂樂團（International Master Philharmonic Orchestra）
- 錄音師：羅皓文（Thomas Lo）
- 混音師：羅皓文
- 錄音室：雅旺錄音室（Avon Recording Studio）
- 混音室：Q2 Studio
- 原詞曲版權公司：Terence Lam Production & Co. / Shoot The Lyricist
- 代理詞曲版權公司：Warner/Chappell Music. H.K. Ltd. / Universal Music Publishing Ltd.